# 姆貝亞山脈
8°50′S 33°22′E / 8.833°S 33.367°E
姆貝亞山脈是坦桑尼亞的山脈，位於該國西南部姆貝亞區，處於姆貝亞以北，距離首都多多馬400公里，該山脈最高點海拔高度2,834米。